# Kopalnia Węgla Kamiennego Walenty-Wawel
Kopalnia Węgla Kamiennego Walenty-Wawel – kopalnia węgla kamiennego, która działała w Rudzie Śląskiej  jako samodzielny zakład od 1 sierpnia 1931 do 1 stycznia 1971 roku.

## Historia
Kopalnia powstała 1 sierpnia 1931 roku poprzez połączenie kopalni Wawel, kopalni Walenty oraz kopalni Hrabia Franciszek. Należała wówczas do Rudzkiego Gwarectwa Węglowego . 
Ostatnim przedwojennym dyrektorem kopalni był Stefan Łukasiewicz, który po ataku Niemców na Polskę, pierwszego dnia wojny tj. 1 września 1939, osobiście zatopił część kopalni Walenty-Wawel. 
W czasie okupacji niemieckiej ziem polskich podczas II wojny światowej funkcjonowała pod nazwą Wolfgang i przez cały ten okres nie przerwała pracy. W 1945 roku niektórzy pracownicy kopalni zostali deportowani do ZSRR. Zatrudnienie tuż po wojnie wynosiło 2519 pracowników, a dwa lata później – 3366 osób. 
W 1948 roku kopalnia zdobyła Honorowy Sztandar Centralnego Zarządu Przemysłu Węglowego za osiągnięcie najwyższej ponadplanowej nadwyżki wydobycia. Po wojnie wybudowano: szyb Centralny, nową sortownię oraz płuczkę oraz wybudowano nowy poziom wydobywczy . Zmieniono także wozy transportowe z małych (o pojemności 0,68 t) na znacznie większe (2,5 t). Od 1945 do 1957 roku należała do Rudzkiego Zjednoczenia Przemysłu Węglowego, po czym od 1 kwietnia tego roku – do Bytomskiego Zjednoczenia Przemysłu Węglowego. 1 stycznia 1971 roku została połączona z kopalnią Paweł, tworząc kopalnię Wawel.

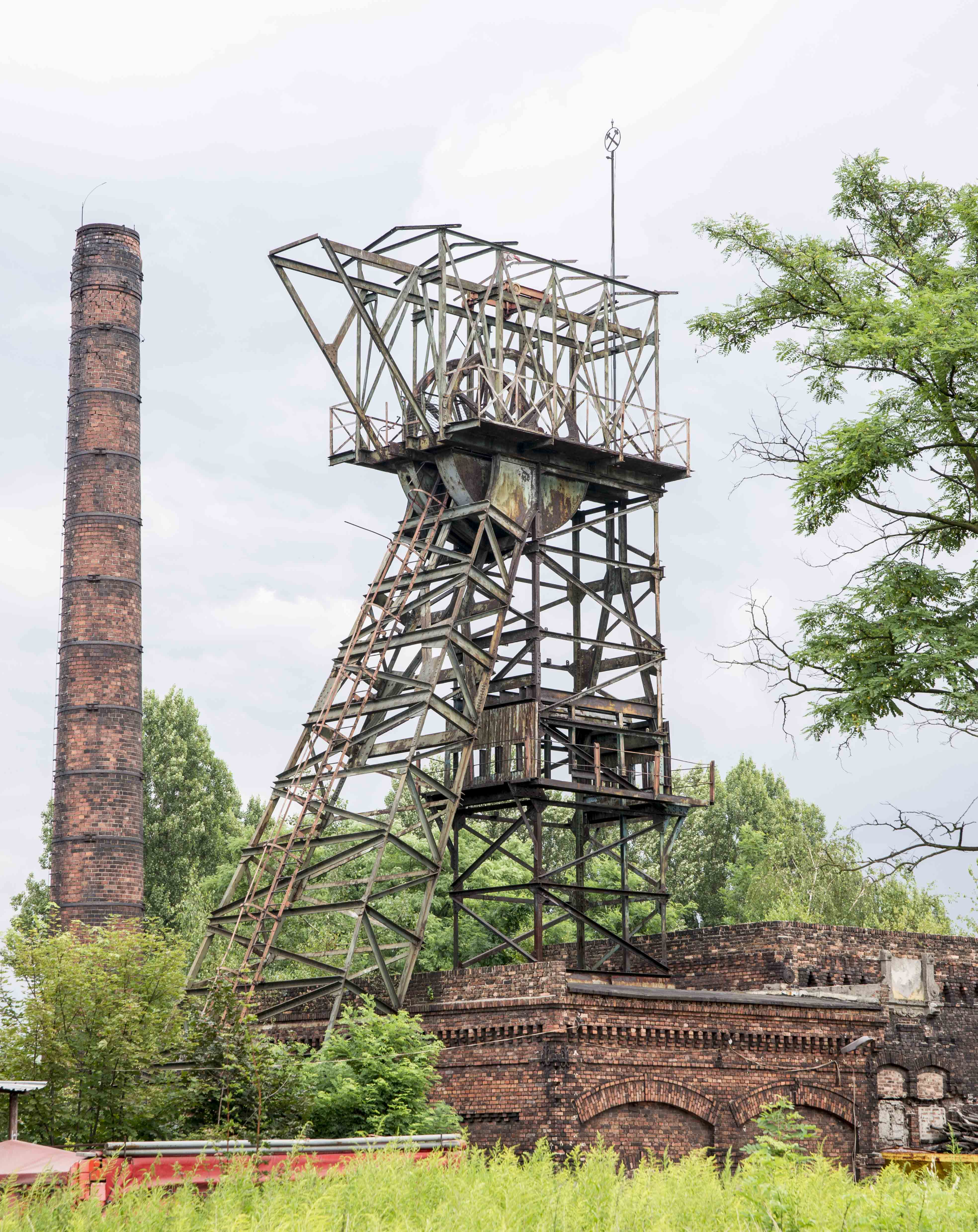
Wieża wyciągowa szybu Franciszek w 2013 roku

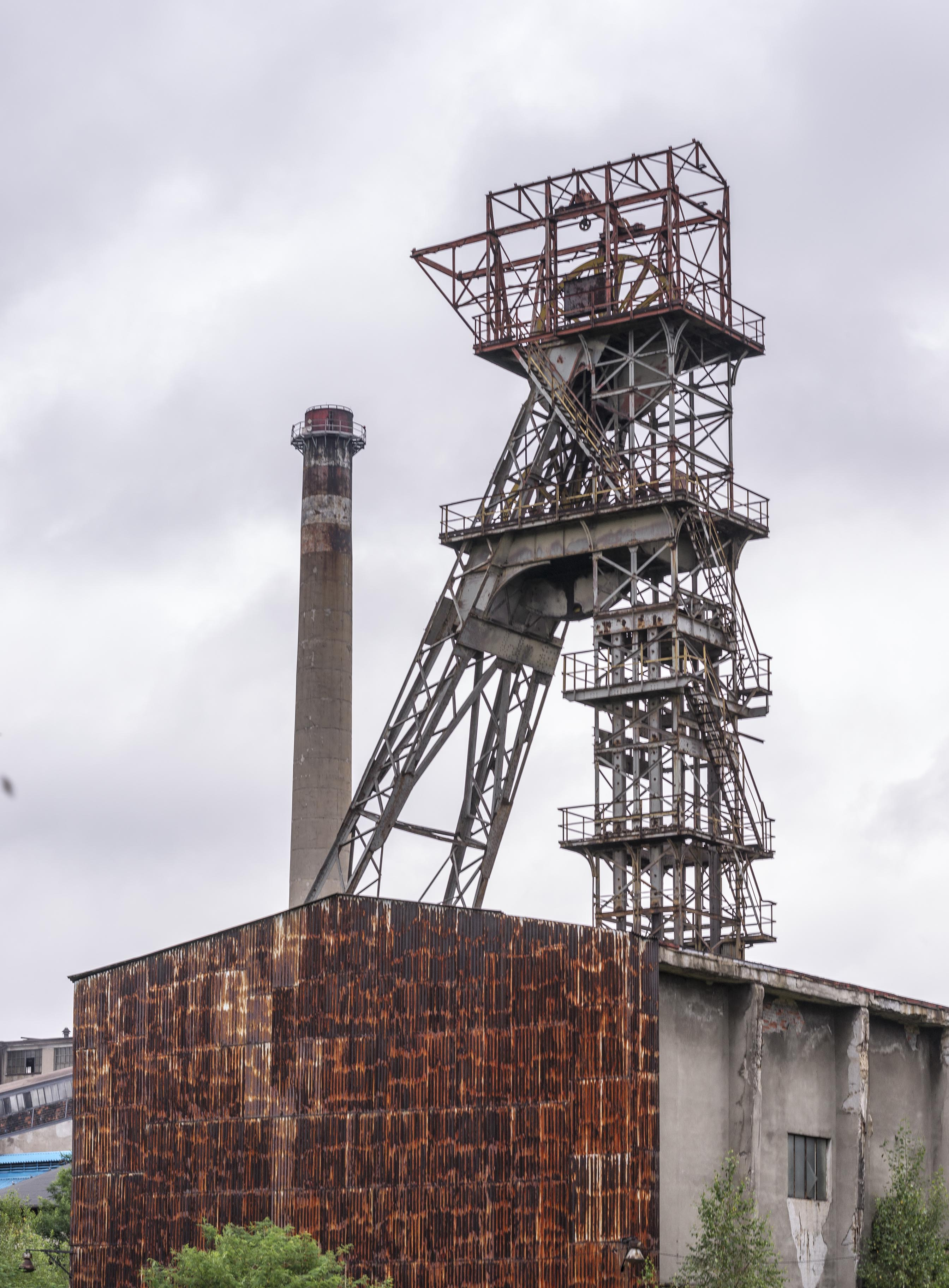
Wieża wyciągowa szybu Mikołaj w 2013 roku

Zespół szybu Franciszek z końca XIX wieku przy ulicy Konopnickiej w Rudzie Śląskiej został wpisany do rejestru zabytków nieruchomych województwa śląskiego 29 sierpnia 1984 roku (nr rej.: 1324/84), a zespół szybu Mikołaj, przy ulicy Szyb Walenty z 1912 roku został również wpisany do tegoż rejestru 25 czerwca 2014 (nr rej.: A/418/14).

## Wydobycie
- 1938 – 1 684 360 t[11]
- 1945 – 500 572 t[1]
- 1970 – 1 949 600 t[11]

## Zaplecze socjalne
Dla swoich pracowników kopalnia wybudowała co najmniej 10 domów czterorodzinnych, kilka bloków mieszkalnych. Stworzono nowoczesne ambulatorium  przyzakładowe, izbę chorych z biblioteką, przedszkole i żłobek. Powstało także 8 domów górnika, stołówka, dom kultury z kinem oraz biblioteka. Ponadto kopalnia dysponowała domem kolonijnym dla dzieci w Wiśle Jaworniku. Przy kopalni powstała największa wówczas 120-osobowa orkiestra amatorska pod kierownictwem Augustyna Kozioła. Powołano również klub sportowy Slavia Ruda Śląska.